# Graisch
Graisch ist ein Gemeindeteil der Stadt Pottenstein im Landkreis Bayreuth (Oberfranken, Bayern). Graisch liegt in der Gemarkung Leienfels.

## Lage
Das Dorf liegt in der Fränkischen Schweiz auf freier Flur, knapp 6,5 km südwestlich von Pottenstein und nahe dem gemeindefreien Gebiet Waidacher Forst.

## Geschichte
Eine Ansiedlung in Graisch bestand schon vor 1007, da dort der Würzburger Altzehnt nachgewiesen ist. Der Ort selber wurde 1303 als „Gerichz“ erstmals urkundlich erwähnt. Die Herkunft des Ortsnamens ist unklar. Es kann sich um die mittelhochdeutschen Wörter rusch für Binsig oder gerisach für Reisig handeln oder um den Hof des Gerich.
Der Gemeindeteil der ehemaligen Gemeinde Leienfels wurde im Zuge der Gebietsreform in Bayern zusammen mit seinem Hauptort im Jahr 1978 in Pottenstein eingegliedert.

## Sonstiges
Nördlich des Ortes, auf dem Tanzboden genannten Berg, liegt der Burgstall Leuenstein, eine im 14. Jahrhundert zerstörte Raubritterburg.